# Hôpital adventiste d'Haïti
L'hôpital adventiste d'Haïti se trouve à Port-au-Prince en Haïti, dans le quartier Diquini. 

## Présentation
L'Hôpital Adventiste d'Haïti est la propriété de l'Eglise Adventiste du Septième Jour qui en assure la direction. 
A ses débuts, en 1968, ce n’était qu'une Clinique ambulatoire. 
Il a démarré ses services en 1978 et possède 70 lits. 
En 1981, l'Hôpital s’est agrandi pour devenir un hôpital couvrant de nombreuses spécialités médicales. 
Il a peu été atteint par le tremblement de terre du 12 janvier 2010. Depuis 2007, les étudiants en médecine de la classe sortante 2010 de l'université de Loma Linda soutiennent cet hôpital. Depuis la catastrophe, l'Institut global de la santé et CURE International ont aussi renforcé leurs moyens financiers, logistiques et en personnel dans cet établissement,.

## Direction
- Jere Chrispens, Président-directeur général
- Christophe Mackenson , Directeur des opérations
- Mardelle G. Destima, Directrice des Ressources Humaines
- Ricardo Louis, Trésorier
- Wally Myrtho Wacleche, Aumônier
- Scott Nelson,  Directeur Médical
- Jeffrey Cho,  Assistant Directeur Médical
- Louise Magdala Orphée, Directrice des Soins

## Services
En 2023, les services disponibles sont
- Service de Consultations Externes
  - Clinique de Médecine interne
  - Pédiatrie
  - Service d'Obstétrique-Gynécologie
  - Chirurgie générale
  - Chirurgie orthopédique
  - Clinique du Pied bot
  - Clinique VIH
  - Clinique de vaccination
- Urgences
- Réadaptation physique
- Laboratoire
  - Hématologie
  - Biochimie
  - Sérologie
  - Microbiologie
- Autres Services